# Keep Calm and Carry On (álbum)
Keep Calm and Carry On es el noveno álbum del grupo galés Stereophonics. Lanzado por Mercury el 16 de noviembre de 2009 el álbum debutó en el número 11 en las listas británicas, la posición más baja para un álbum de estudio lanzado por la banda.
El nombre de un cartel británico de la Segunda Guerra Mundial con el mismo nombre, el álbum recibió críticas mixtas, en general, por los críticos de la música. 
The Sunday Times lo llamó su mejor álbum, pero - crítico de la BBC Will Dean escribió "Musicalmente es tan sólido como era de esperar [...] Mantenga la calma ... es poco probable que gane Stereophonics fans nuevos", mientras que Andy Gill, de The Independent, concluye que "en general, lo que viene a través de mantener la calma y seguir adelante es la confusión."

## Canciones
Todas las canciones escritas por Kelly Jones; y toda la música compuesta por Stereophonics.
1. "She's Alright" – 3:27
2. "Innocent" – 3:41
3. "Beerbottle" – 3:54
4. "Trouble" – 3:04
5. "Could You Be The One?" – 3:52
6. "I Got Your Number" – 3:22
7. "Uppercut" – 4:16
8. "Live 'n' Love" – 3:45
9. "100mph" – 4:15
10. "Wonder" – 3:44
11. "Stuck In A Rut" – 3:07
12. "Show Me How" – 4:42

## Formación
Stereophonics
- Kelly Jones – voz, guitarra, órganos, producción
- Adam Zindani – guitarra, segunda voz
- Richard Jones – bajo, coros, piano
- Javier Weyler – percusión, batería

Formación adicional
- Jim Abbiss – producción
- Jim Lowe – producción

## Posicionamiento
| Tabla (2009)    | posición | Certificación | Ventas  |
| --------------- | -------- | ------------- | ------- |
| UK Albums Chart | 11       |               | 100 000 |

## Fecha de venta
| País        |                         |
| ----------- | ----------------------- |
| Reino Unido | 16 de noviembre de 2009 |
| Alemania    | 26 de febrero de 2010   |

## Sencillos
| Sencillo              | Lanzamiento            | Posición (UK Singles Chart) |
| --------------------- | ---------------------- | --------------------------- |
| Innocent              | 9 de noviembre de 2009 | 54                          |
| Could You Be The One? | 15 de febrero de 2010  | -                           |